# رستوران چینی
رستوران چینی (به انگلیسی: The Chinese Restaurant) ۱۱ قسمت از فصل دوم نمایش کمدی ساینفلد است. این قسمت در ۲۳ می ۱۹۹۱ از ان بی سی پخش شد. در این قسمت جری و دوستانش الین و جورج منتظر خالی شدن میزی در یک رستوران چینی هستند. آن‌ها در سر راه خود برای دیدن فیلم نقشه ۹ از فضای بیرونی به این رستوران آمده‌اند. جورج سعی می‌کند از تلفن همگانی که در رستوران است استفاده کند اما تلفن مشغول است، الین تلاش می‌کند تا گرسنگی خود را کنترل کند و جری زنی را در رستوران دیده است که می‌شناسد اما اسم او را فراموش کرده است.
رستوران چینی توسط لری دیوید و جری ساینفلد نوشته شده و توسط تام کرونوز کارگردانی شده است. این قسمت بدون هیچ گونه وقفه ای فیلم‌برداری شده است. این نخستین قسمت از دو قسمتی است که در آن کریمر به ایفای نقش نمی‌پردازد، قسمت دیگری که کریمر در آن نیست قسمت قلم است. در آغاز این قسمت یک قسمت کوچک در نظر گرفته شده بود و مدیران ان بی سی به خاطر نبود خط داستانی هیجان انگیزی با ساخت و پخش آن مخالفت کردند. آن‌ها فکر می‌کردند که مخاطبان علاقه ای به دیدن همچین داستان ساده ای نخواهند داشت. با تهدید لری دیوید که اگر ان بی سی تغییرات اساسی در فیلمنامه ایجاد کند او این شبکه را ترک خواهد کرد، ان بی سی اجازه ساخت این قسمت را داد. اگرچه ان بی سی پخش آن را تا پایان فصل دوم به عقب انداخت.
رستوران چینی در نخستین پخش اش در ایالات متحده در تاریخ ۲۳ مه ۱۹۹۱، امتیاز بالای ۱۱٫۷ از ۲۱ را در نمودار نلسین به دست آورد. منتقدان واکنش مثبتی به رستوران چینی نشان دادند و از آن با نام یکی از قسمت‌های کلاسیک ساینفلد یاد می‌شود. در سال ۱۹۹۸ نویسنده روزنامه سوث فلوریا سان-سنتنل نوشت: «این قسمت همراه با قسمت مسابقه زمینه جدیدی را در نمایش‌های کمدی تلویزیونی درست کردند».

## پیوست
1. ↑  "Seinfeld Season 2 Episodes". TV Guide. Archived from the original on 2 December 2021. Retrieved 2 December 2021.
2. ↑  "Sein Language: The Seinfeld Dialogue Quiz". South Florida Sun-Sentinel. May 14, 1998. p. 3E.